# Кирилловский, Яков Исаевич
Яков (Янкель) Исаевич Кирилловский (партийный псевдоним — Даниил Новомирский) (1882, Подольская губерния — после 1936) — российский революционер, политический деятель. Представитель первого поколения российских анархо-синдикалистов. Видный идеолог и организатор анархо-синдикализма в России.

## Биография
Родился в семье учителя-еврея. В 1898 году закончил Одесское коммерческое училище, затем изучал право в Сорбонне. В Париже присоединился к РСДРП, вернувшись в Россию, с 1901 по 1904 год участвовал в деятельности Одесской и Уманской партийных организаций РСДРП. С 1904 года — анархист. В феврале 1904 года последовал первый арест. Освободившись через несколько месяцев, вновь уехал в Париж.
С 1905 года — издатель русскоязычной газеты «Новый мир» (Париж), создатель Южнорусской группы анархо-синдикалистов (1906, Одесса).
Участник ряда террористических актов и экспроприации. Решительно выступал против «безмотивного» террора. Участвовал в создании, так называемого «Союза коммунистов». Пытался создать ячейки Союза на предприятиях. Однако деятельность организации закончилась, так толком и не начавшись. Уже в декабре 1905 года «Союз» был разгромлен репрессиями. Новомирский вновь оказался в эмиграции — на этот раз в Нью-Йорке. Там он создаёт из русскоязычных эмигрантов агитационную группу «Новый мир», продолжает выпуск одноимённой газеты, которая нелегально доставляется в Одессу.
Находился под сильным влиянием идей революционного синдикализма, видевшего профсоюзы основой безгосударственного общества, что несколько искажало традиционные коммунистические (анархо-коммунистические) рассуждения о безгосударственном обществе как бесклассовом. Массовая профсоюзная организация была для него синонимом рабочей партии.
Планировал создание «анархистской рабочей партии», стараясь доказать при этом, что речь идет не «политической партии» в традиционном понимании. Отчасти это связано с тем, что в начале XX столетия термин «партия» был сродни современному термину «движение», и не всегда означал то, что мы сегодня понимаем под понятием «партии». В 1909—1915 годах находился на каторге.
Будучи теоретиком первого поколения российских анархо-синдикалистов, считал, что для революции нужно массовое организованное движение трудящегося класса, объединенное в рабочие союзы.
С 1920 года — член РКП(б), затем вышел из партии по идейным соображениям.
Автор трудов по теории и истории анархизма:
- «Манифест анархистов-коммунистов»,
- «Анархическое движение в Одессе»,
- «Михаилу Бакунину»,
- «Из программы синдикального анархизма». 1907.
- «Из воспоминаний Новомирского о Российской революции». 1905—1907 гг.
- «Очерки истории анархического движения в России». — М.: Голос труда, 1926.

Работал редактором «Большой советской энциклопедии», в 1936 году был арестован, приговорен к 10 годам лагерей, умер в заключении.